# Hội chứng Wolff–Parkinson–White
Hội chứng Wolff-Parkinson-White (WPWS) là một rối loạn do một loại vấn đề cụ thể với hệ thống dẫn điện của tim dẫn đến các triệu chứng. Khoảng 40% những người có vấn đề về điện không bao giờ phát triển các triệu chứng. Các triệu chứng có thể bao gồm nhịp tim nhanh bất thường, đánh trống ngực, khó thở, chóng mặt hoặc ngất. Hiếm khi xảy ra ngừng tim.  Loại nhịp tim bất thường phổ biến nhất xảy ra được gọi là nhịp nhanh trên thất nguyên phát.
Nguyên nhân của WPWS thường không rõ. Một số ít trường hợp là do đột biến gen PRKAG2 có thể được di truyền từ cha mẹ của một người theo kiểu thống trị tự phát.  Cơ chế cơ bản liên quan đến một con đường dẫn điện phụ giữa tâm nhĩ và tâm thất. Nó được liên kết với các điều kiện khác như dị tật Ebstein và tê liệt định kỳ hạ kali máu.  Chẩn đoán thường là khi điện tâm đồ (ECG) cho thấy khoảng PR ngắn và sóng delta. Nó là một loại hội chứng tiền kích thích.
Hội chứng WPW được điều trị bằng thuốc hoặc cắt bỏ ống thông tần số vô tuyến. Nó ảnh hưởng từ 0,1 đến 0,3% trong tổng dân số. Nguy cơ tử vong ở những người không có triệu chứng là khoảng 0,5% mỗi năm ở trẻ em và 0,1% mỗi năm ở người lớn. Ở những người không có triệu chứng quan sát liên tục có thể là hợp lý.  Ở những người bị WPW phức tạp do rung tâm nhĩ, có thể sử dụng thuốc trợ tim hoặc thuốc Procainamide. Tình trạng này được đặt theo tên của Louis Wolff, John Parkinson và Paul Dudley White, những bác sĩ đã mô tả các phát hiện ECG vào năm 1930.

## Dấu hiệu và triệu chứng
Những người bị WPW thường không có triệu chứng khi không có nhịp tim nhanh. Tuy nhiên, các cá nhân có thể bị đánh trống ngực, chóng mặt, khó thở hoặc ngất không thường xuyên (ngất hoặc gần ngất) trong các cơn nhịp nhanh trên thất. "Sóng delta" đôi khi có thể được nhìn thấy trên điện tâm đồ (ECG / EKG).